# Хромов, Семён Спиридонович
Семён Спиридо́нович Хро́мов (16 февраля 1920, д. Куракино, Дмитровский район, Московская губерния, РСФСР — 5 апреля 2012, Москва, Российская Федерация) — советский и российский историк, специалист по истории КПСС и советского общества.
Доктор исторических наук (1967), профессор.
Лауреат Государственной премии СССР (1983).

## Биография
Выходец из крестьянской семьи. Член ВКП(б) с 1939 г.
Поступил на исторический факультет МГУ имени М. В. Ломоносова, откуда студентом в 1941 году ушёл на фронт бойцом истребительного коммунистического батальона.
Окончил исторический факультет в 1946 году. Преподавал в МГУ: профессор кафедры марксизма-ленинизма исторического факультета, с 1969 года — профессор кафедры истории КПСС естественных факультетов, заместитель заведующего этой кафедрой. Заместитель секретаря парткома МГУ (1956—1958, 1965—1966).
С 1966 по 1979 год ответственный сотрудник аппарата ЦК КПСС. Руководил сектором истории Отдела науки ЦК КПСС.
В 1979—1988 годах возглавлял Институт истории СССР АН СССР, являлся кандидатом в члены-корреспонденты АН СССР. Член-корреспондент Международной славянской академии.
Похороны прошли 9 апреля 2012 года на Хованском кладбище.

## Награды
- Орден Отечественной войны I степени
- Орден Трудового Красного Знамени (15.02.1980)[3]
- Медаль «За отвагу»
- Медаль «За оборону Москвы»
- Другие медали СССР
- Государственная премия СССР (1983)

## Труды
Автор более 30 книг. 

### Монографии
- Хромов С. С. По заданию Ленина: Деятельность Ф. Э. Дзержинского в Сибири. — М.: Изд-во Моск. ун-та, 1964. — 158 с.
- Хромов С. С. Ф. Э. Дзержинский во главе металлопромышленности. — М.: Изд-во Моск. ун-та, 1966. — 344 с.
- Хромов С. С., Калашников В. Л., Шишов Н. И. Интернационализм и патриотизм: история и современность / Под ред. С. С. Хромова. —  М.: Высшая школа, 1977. — 280 с.
- Изучение отечественной истории в СССР между XXV и XXVI съездами КПСС / С. С. Хромов, В. И. Буганов, В. П. Шерстобитов и др.; Редкол.: С. С. Хромов (отв. ред.) и др.]. — М. : Наука, 1982. — 597 с.
- Валериан Владимирович Куйбышев : Биография / С. С. Хромов, М. И. Владимиров, С. Н. Иконников и др. — М.: Политиздат, 1988. — 383 с.
- Феликс Эдмундович Дзержинский: Биография / С. С. Хромов, А. С. Велидов, С. В. Дзержинская и др.; Редкол.: А. С. Велидов и др. — 3-е изд. — М.: Политиздат, 1986. — 511 с.
- Хромов С. С. Леонид Красин: Неизвестные страницы биографии, 1920—1926 гг. / Рос. акад. наук, Ин-т рос. истории. — М. : ИРИ РАН, 2001. — 210 с.
- Хромов С. С. Иностранные концессии в СССР: исторический очерк. Документы: [в 2 ч.] / Рос. акад. наук, Ин-т рос. истории. — М.: Институт российской истории, 2006
- Хромов С. С. По страницам личного архива Сталина. — М.: Изд-во Московского университета, 2009. — 368 с.

### Учебные пособия
- Хромов С. С. Борьба КПСС за претворение в жизнь решений XX съезда партии. (1956—1958 гг.) / Отв. ред. проф. Н. С. Шевцов; М-во высш. и сред. спец. образования РСФСР. Науч.-метод. кабинет по заоч. обучению при Моск. гос. ун-те им. М. В. Ломоносова. — М.: Изд-во Моск. ун-та, 1961. — 106 с.
- Александров В. С., Хромов С. С. XXIV съезд Коммунистической партии Советского Союза: (В помощь преподавателям вузов). — М. : Высшая школа, 1972. — 142 с.

### Брошюры
- Хромов С. С. Большевики после II съезда РСДРП: Книга В.И. Ленина "Шаг вперед, два шага назад" / Моск. гос. ун-т им. М.В. Ломоносова. Кафедра истории КПСС естеств. фак. — М.: Изд-во Моск. ун-та, 1960. — 37 с.
- Хромов С. С. Социалистическая индустриализация — великий подвиг советского народа: (К 50-летию XIV съезда партии) / С. С. Хромов, д-р ист. наук. — М.: Знание, 1975. — 64 с. — (Новое в жизни, науке, технике. Серия "История" ; 11)

### Редактор
- Борьба КПСС за укрепление союза рабочего класса и крестьянства : Сборник статей / Под ред. С. С. Хромова; Моск. гос. ун-т им. М. В. Ломоносова. Кафедра истории КПСС естеств. фак. — М.: Изд-во Моск. ун-та, 1963. — 316 с.
- История Москвы: Краткий очерк
  - История Москвы: Краткий очерк / Ред. коллегия: С. С. Хромов (отв. ред.) и др.; АН СССР. Ин-т истории СССР. — М.: Наука, 1974. — 515 с.
  - История Москвы: Краткий очерк / [Д-ра ист. наук А. А. Преображенский и А. А. Зимин, канд. ист. наук Ю. И. Кирьянов и др.]; Ред. коллегия: С. С. Хромов (отв. ред.) и др. АН СССР, Ин-т истории СССР. — 2-е изд., испр. и доп. — М.: Наука, 1976. — 523 с.
  - История Москвы: Краткий очерк / А. А. Преображенский, А. А. Зимин, Ю. И. Кирьянов и др.; Редкол.: С. С. Хромов (отв. ред.) и др. АН СССР, Ин-т истории СССР — 3-е изд., испр. и доп. — М.: Наука, 1978. — 543 с.
- На огненных рубежах Московской битвы: Сборник / Редкол.: С. С. Хромов (отв. ред.) и др. — М.: Московский рабочий, 1981. — 318 с.
- Гражданская война и военная интервенция в СССР: Энциклопедия / Гл. ред. С. С. Хромов. — М.: Советская энциклопедия, 1983. — 703 с.
  - Гражданская война и военная интервенция в СССР: Энциклопедия / Гл. ред. С. С. Хромов. — 2-е изд. — М.: Советская энциклопедия, 1987. — 720 с.
- История советского рабочего класса: В 6 т / АН СССР, Ин-т истории СССР; Гл. редкол.: С. С. Хромов (гл. ред.) и др.; Предисл. С. С. Хромова. — М.: Наука, 1984
- Новое в исторической науке: Пособие для учителя / В. И. Бовыкин, Г. М. Бонгард-Левин, В. И. Буганов и др.]; Под ред. С. С. Хромова. Сост. В. И. Буганов. — М.: Просвещение, 1984. — 176 с. — (Библиотека учителя истории, обществоведения, основ советского государства и права)
- Развитой социализм: Вопросы теории и истории: Сб. ст. / АН СССР, Науч. совет «История соц. и ком. стр-ва в СССР», Ин-т истории СССР; Отв. ред. и авт. введ. С. С. Хромов. — М.: Наука, 1986. — 248 с.
- Новое в советской исторической науке / В. И. Бовыкин и др.; Под ред. С. С. Хромова. — М.: Просвещение, 1988. — 239 с. (Библиотека учителя истории, основ Советского государства и права, обществоведения)